# حشره‌خوار کیسه‌دار

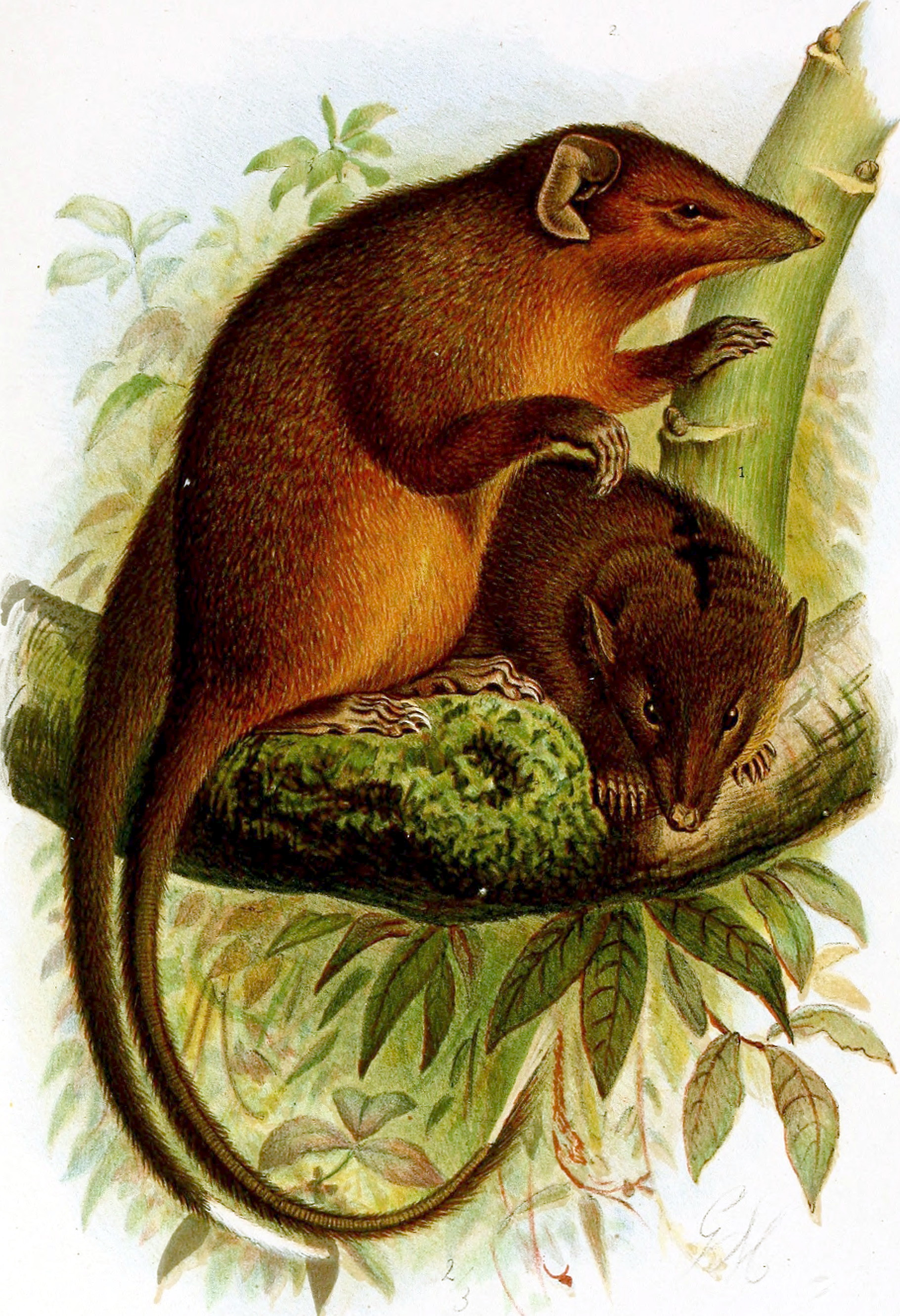
تصویر حشره خوار

حشره‌خوار کیسه‌دار (نام علمی: Phascolosorex) نام یک سرده از تبار ستبردم‌تباران است.

## گونه‌ها
- Phascolosorex brevicaudata
- حشره‌خوار کیسه‌دار شکم‌قرمز, Phascolosorex doriae (اندونزی)
- حشره‌خوار کیسه‌دار باریک‌نوار, Phascolosorex dorsalis (اندونزی و پاپوآ گینه نو)